# Sabatinelloplia contractus
Sabatinelloplia contractus är en skalbaggsart som beskrevs av Johann Christoph Friedrich Klug 1832. Sabatinelloplia contractus ingår i släktet Sabatinelloplia och familjen Melolonthidae. Inga underarter finns listade i Catalogue of Life.